# شهرستان مدیسون (آیووا)
شهرستان مدیسون، آیووا (به انگلیسی: Madison County, Iowa) شهرستانی در ایالات متحده آمریکا است که در آیووا واقع شده‌است.